# Campionato croato di calcio a 5 2005-2006
Il Campionato croato di calcio a 5 2005-2006 è stato il quindicesimo campionato croato di calcio a 5. Si è svolto per la seconda volta con la formula dei playoff dopo il girone unico ed ha visto trionfare per la sesta volta la squadra del MNK Split.

## Classifica finale
| Pos | Squadra          | Pti | G  | V  | N | P  | GF  | GS  |
| --- | ---------------- | --- | -- | -- | - | -- | --- | --- |
| 1   | Gospić           | 45  | 20 | 14 | 3 | 3  | 105 | 45  |
| 2   | Uspinjača        | 42  | 20 | 14 | 0 | 6  | 92  | 59  |
| 3   | Spalato          | 41  | 20 | 12 | 6 | 2  | 95  | 48  |
| 4   | Mejaši           | 37  | 20 | 11 | 4 | 5  | 67  | 64  |
| 5   | Orkan Zagabria   | 34  | 20 | 10 | 4 | 6  | 65  | 46  |
| 6   | Kijevo           | 34  | 20 | 10 | 4 | 6  | 83  | 69  |
| 7   | Torcida Spalato  | 26  | 20 | 6  | 8 | 6  | 67  | 67  |
| 8   | Sokoli           | 16  | 20 | 5  | 1 | 14 | 57  | 87  |
| 9   | GOSK Dubrovnik   | 15  | 20 | 4  | 3 | 13 | 61  | 101 |
| 10  | Croatia Perković | 12  | 20 | 5  | 0 | 15 | 62  | 97  |
| 11  | Petrinjčica      | 6   | 20 | 1  | 3 | 16 | 52  | 123 |
| 12  | Petar            | –   | –  | –  | – | –  | –   | –   |

## Playoff

### Quarti di finale
| Squadre                             | Gara1 | Gara2 | Gara3 |
| ----------------------------------- | ----- | ----- | ----- |
| Sokoli Samobor - Hmnk Gospic        | 0-4   | 4-15  |       |
| Torcida Spalato - Uspinjaca Zagreb  | 4-3   | 3-3   |       |
| Kijevo Jako Sport - MNK Split       | 3-5   | 1-5   |       |
| Orkan Zagreb - Mejasi Innecto Split | 3-3   | 2-7   |       |

### Semifinali
| Squadre                            | Gara1 | Gara2 | Gara3 |
| ---------------------------------- | ----- | ----- | ----- |
| Mejasi Innecto Split - Hmnk Gospic | 4-5   | 1-4   |       |
| Torcida Spalato - MNK Split        | 3-6   | 0-4   |       |

### Finale
| Squadre                 | Gara1 | Gara2 | Gara3 |
| ----------------------- | ----- | ----- | ----- |
| MNK Split - Hmnk Gospic | 3-1   | 5-6   | 3-2   |